# Cantherhines pardalis
Cantherhines pardalis là một loài cá biển thuộc chi Cantherhines trong họ Cá bò giấy. Loài cá này được mô tả lần đầu tiên vào năm 1837.

## Từ nguyên
Tính từ định danh pardalis trong tiếng Latinh nghĩa là "như báo hoa mai", hàm ý đề cập đến những đốm sát nhau phủ khắp cơ thể loài này.

## Phân bố và môi trường sống
C. pardalis có phân bố rộng khắp Ấn Độ Dương - Thái Bình Dương, gồm cả biển Đỏ. Từ Đông Phi trải dài về phía đông đến quần đảo Pitcairn, ngược lên phía bắc đến miền nam Nhật Bản và Hàn Quốc, xa về phía nam đến Nam Phi và Úc.
C. pardalis được ghi nhận dọc theo một số vùng biển Việt Nam, như Bình Thuận, Ninh Thuận, vịnh Nha Trang và quần đảo Trường Sa, cũng như bờ biển Bắc Hải Vân (Thừa Thiên Huế).
C. pardalis sống trên các rạn san hô, phổ biến ở khu vực đất bùn, độ sâu đến khoảng 20 m.

## Mô tả
Chiều dài cơ thể lớn nhất được ghi nhận ở C. pardalis là 25 cm. Chúng có các tông màu nâu xám, vàng nâu và nâu lục, thường có hoa văn dạng tổ ong, đôi khi có 5 sọc dọc màu sẫm ở nửa thân sau. Đầu có các sọc xanh lục/lam và nâu xen kẽ từ mắt và mang kéo dài đến miệng (khó nhìn thấy ở cá thể màu nâu sẫm). Đốm trắng bạc xuất hiện cuối gốc vây lưng mềm và đôi khi ở cuối gốc vây hậu môn. Cá đực trưởng thành có một túm lông cứng trên cuống đuôi.
Số gai vây lưng: 2; Số tia vây lưng: 32–36; Số gai vây hậu môn: 0; Số tia vây hậu môn: 29–32; Số tia vây ngực: 12–14.

## Sinh thái
C. pardalis thường sống đơn độc. Cá trưởng thành thường lẫn vào đám tảo mơ lớn trong mùa mưa.
Trong một quan sát ở ngoài khơi đảo Kashiwajima (tỉnh Kōchi, Nhật), một cặp C. pardalis đẻ trứng trên tảo nâu của họ Dictyotaceae, mà một số loài tảo họ này được biết là có độc tố. Có khả năng, C. pardalis sinh sản có chọn lọc trên các nhóm tảo như vậy để tránh việc trứng bị tấn công. Thức ăn của C. pardalis bao gồm rong tảo (chủ yếu tảo đỏ), một số ít các loài hải miên, giáp xác và hà biển.
Trứng đã thụ tinh có hình cầu, đường kính khoảng 0,50–0,53 mm, khoảng quanh noãn hoàng (perivitelline space) hẹp, noãn hoàng đồng nhất, trong suốt, màu xanh lục. Noãn chứa khoảng 20 giọt mỡ gần như không màu với kích thước khoảng 0,01–0,13 mm. Thời gian ấp trứng ở nhiệt độ 25 °C là khoảng 33 giờ. Tiền ấu trùng mới nở dài 1,70–1,75 mm.

## Thương mại
C. pardalis ít có giá trị thương mại.